# Ansegisel
Pour les articles homonymes, voir Anségise.
Ansegisel, Ansegise, ou Anchise (né avant 613, assassiné entre 648 et 669 et probablement en 662 au château de Chèvremont), est un fils de saint Arnoul, évêque de Metz et de sainte Dode. Il est le père de Pépin de Herstal, maire du palais d'Austrasie, de Neustrie et de Bourgogne.

## Biographie

### Ses fonctions
Il est connu par les diplômes de son fils Pépin le Jeune qui se contente de le nommer, sans préciser ses rôles ni ses titres. En 727, le Liber Historiae Francorum confirme cette information. Il est cité dans plusieurs actes des abbayes de Stavelot et Malmédy vers 648 parmi les fidèles du maire du palais Grimoald avec son frère Clodulf et avec le qualificatif de domestique. C'est tout ce que mentionnent les documents contemporains.
À la fin du VIIIe siècle, Paul Diacre, dans son Histoire des Lombards le mentionne mais le nomme Anchises et le qualifie de major domus. Vers 805, les Annales Mettensespriores le qualifient de princeps. On constate déjà la tendance des Carolingiens à glorifier leurs ancêtres et à les rattacher aux Troyens (Anchise est le père d'Énée) et, à travers ce lien, à la Rome Impériale. Le silence des sources contemporaines permet d'affirmer qu'Ansegisel n'a jamais été ni maire de palais ni prince, et les récits l'affirmant résultent soit d'une volonté de surévaluer l'importance des ancêtres de Charlemagne, soit d'une confusion avec Adalgisel, effectivement maire du palais à l'époque considérée.

### Mariage et enfants
Il épouse vers 643 ou 644 Begga, fille de Pépin l'Ancien, maire du palais d'Austrasie, et de Itte Idoberge. Les jeunes époux ont donné naissance :
- de manière certaine à Pépin le Jeune (v. 645 † 714), maire des palais d'Austrasie, de Neustrie et de Bourgogne ;
- hypothétiquement à Grimo, abbé de Corbie et archevêque de Rouen de 690 à 748, selon J. Laporte[5]. Cette hypothèse part du principe que les évêques qui se succèdent dans un même diocèse durant le Haut Moyen Âge sont souvent apparentés. Or Griffo est précédé d'un Ansbert, parent probable de Dode, son second successeur est saint Hugues petit-fils de Pépin le Jeune. Cela place Grimo comme un parent des Arnulfinges. En rapprochant le nom de Grimo de celui de Grimoald, on le considère également comme parent des Pépinides. Chronologiquement, il ne peut alors qu'être fils d'Ansegisel et de Begga. Mais ses conclusions ne sont pas toujours acceptées, et J. Laporte semble confondre Griffo (ou Grippho, archevêque de 695 à 713) avec Grimo, archevêque de 744 à 748[6] ;
- probablement à Doda, épouse du roi Thierry III, selon Maurice Chaume[7]. Cette hypothèse s'appuie sur la présence de prénoms mérovingiens au sein de la famille de Caribert de Laon et considère Bertrade de Prüm comme une fille de Thierry III et de Doda. Puis il constate que Pépin le Bref et son épouse Bertrade, fille de Caribert, possédaient en commun deux propriétés à Rommersheim et à Rheinbach et tenaient chacun leur moitié de leur père, ce qui suppose un ancêtre commun proche. Une chronique tardive, celle d'Adémar de Chabannes, au XIe siècle, donne le roi Clotaire IV, fils probable de Thierry III et de Doda, comme cousin de Charles Martel. Enfin, le nom de Doda est rapproché de celui de sainte Dode, l'épouse de saint Arnulf et la mère d'Anségisel[8].

Deux autres enfants ont été attribués à Ansegisel et à Begga, mais ces propositions sont depuis abandonnées :
- Martin († 690), comte qui se bat en 690 contre Ébroïn aux côtés de Pépin le jeune[9]. Cette hypothèse se fonde sur l’Hagiolum Viennense, datant de 1040, qui mentionne Pipinus, Ansegelli filius, et Martinus frater eius (=« Pépin, fils d'Ansegisel, et Martin, son frère »). Mais cette mention est maintenant considérée comme une mauvaise interprétation d'un passage du Liber Historiae Francorum, qui ne permet pas de préciser le lien de parenté entre Pépin et Martin, ni même s'il y a un lien de parenté[10] ;
- Sainte Landrada, fondatrice de l'abbaye de Munsterbilzen, dont une biographie tardive indique qu'elle descendait de Pépin et d'Arnulf († 690). Chronologiquement, elle ne pourrait être que fille d'Ansegisel et de Begga, mais la biographie insiste sur sa qualité de fille unique[10].

### Assassinat
La Vita Beggae, rédigée au XIe siècle raconte qu'Ansegisel est assassiné à Chèvremont (près de Liège) par un noble austrasien du nom de Godin ou Gundoen qu'il aurait auparavant élevé comme son fils. La date de cet évènement n'est pas mentionnée, mais elle est postérieure à 648 (un acte des abbayes de Stavelot et Malmédy le mentionne comme vivant) et antérieure à 691 (quand Begga, veuve, se retire à Andenne), 680 (Pépin le Jeune est déjà l'un des principaux chefs austrasiens) ou 669 (si l'on identifie le meurtrier à un Gundoen qui devient alors duc en Austrasie). Ce Gundoen pourrait être apparenté à Otton, maire du palais d'Austrasie, prédécesseur et ennemi de Grimoald. Christian Settipani voit ce meurtre comme une vengeance de la famille d'Otton en réponse au meurtre d'Otton en 643, vengeance rendue possible par la mort de Childebert III l'Adopté en 662.
Devenue veuve, Begga fonde un monastère à Andenne en 691 et meurt deux ans plus tard. Ansegisel aurait été enterré dans ce monastère.

## Généalogie
|                                |                                |                                |                                |                                |                                |  |  |                                        |                                        |                                        |                                        |                                        |                                        |  |  |                           |                           |                           |                           |                           |                           |               |               |                                   |                                   |                                   |                                   |                                   |                                   |  |  |                                                 |                                                 |                                                 |                                                 |                                                 |                                                 |                                        |                                        |                                           |                                           |                                           |                                           |                                            |                                            |                                            |                                            |                                            |                                            |  |  |  |  |  |  |  |  |  |  |  |  |  |  |  |  |
| Arnulf († 641) évêque de Metz  | Arnulf († 641) évêque de Metz  | Arnulf († 641) évêque de Metz  | Arnulf († 641) évêque de Metz  | Arnulf († 641) évêque de Metz  | Arnulf († 641) évêque de Metz  |  |  | Dode                                   | Dode                                   | Dode                                   | Dode                                   | Dode                                   | Dode                                   |  |  |                           |                           |                           |                           |                           |                           |               |               |                                   |                                   |                                   |                                   |                                   |                                   |  |  | Pépin l'Ancien († 640) maire du palais          | Pépin l'Ancien († 640) maire du palais          | Pépin l'Ancien († 640) maire du palais          | Pépin l'Ancien († 640) maire du palais          | Pépin l'Ancien († 640) maire du palais          | Pépin l'Ancien († 640) maire du palais          |                                        |                                        | Itte Idoberge († 652) abbesse de Nivelles | Itte Idoberge († 652) abbesse de Nivelles | Itte Idoberge († 652) abbesse de Nivelles | Itte Idoberge († 652) abbesse de Nivelles | Itte Idoberge († 652) abbesse de Nivelles  | Itte Idoberge († 652) abbesse de Nivelles  |                                            |                                            |                                            |                                            |  |  |  |  |  |  |  |  |  |  |  |  |  |  |  |  |
| Arnulf († 641) évêque de Metz  | Arnulf († 641) évêque de Metz  | Arnulf († 641) évêque de Metz  | Arnulf († 641) évêque de Metz  | Arnulf († 641) évêque de Metz  | Arnulf († 641) évêque de Metz  |  |  | Dode                                   | Dode                                   | Dode                                   | Dode                                   | Dode                                   | Dode                                   |  |  |                           |                           |                           |                           |                           |                           |               |               |                                   |                                   |                                   |                                   |                                   |                                   |  |  | Pépin l'Ancien († 640) maire du palais          | Pépin l'Ancien († 640) maire du palais          | Pépin l'Ancien († 640) maire du palais          | Pépin l'Ancien († 640) maire du palais          | Pépin l'Ancien († 640) maire du palais          | Pépin l'Ancien († 640) maire du palais          |                                        |                                        | Itte Idoberge († 652) abbesse de Nivelles | Itte Idoberge († 652) abbesse de Nivelles | Itte Idoberge († 652) abbesse de Nivelles | Itte Idoberge († 652) abbesse de Nivelles | Itte Idoberge († 652) abbesse de Nivelles  | Itte Idoberge († 652) abbesse de Nivelles  |                                            |                                            |                                            |                                            |  |  |  |  |  |  |  |  |  |  |  |  |  |  |  |  |
|                                |                                |                                |                                |                                |                                |  |  |                                        |                                        |                                        |                                        |                                        |                                        |  |  |                           |                           |                           |                           |                           |                           |               |               |                                   |                                   |                                   |                                   |                                   |                                   |  |  |                                                 |                                                 |                                                 |                                                 |                                                 |                                                 |                                        |                                        |                                           |                                           |                                           |                                           |                                            |                                            |                                            |                                            |                                            |                                            |  |  |  |  |  |  |  |  |  |  |  |  |  |  |  |  |
|                                |                                |                                |                                |                                |                                |  |  |                                        |                                        |                                        |                                        |                                        |                                        |  |  |                           |                           |                           |                           |                           |                           |               |               |                                   |                                   |                                   |                                   |                                   |                                   |  |  |                                                 |                                                 |                                                 |                                                 |                                                 |                                                 |                                        |                                        |                                           |                                           |                                           |                                           |                                            |                                            |                                            |                                            |                                            |                                            |  |  |  |  |  |  |  |  |  |  |  |  |  |  |  |  |
| Clodulf († 697) évêque de Metz | Clodulf († 697) évêque de Metz | Clodulf († 697) évêque de Metz | Clodulf († 697) évêque de Metz | Clodulf († 697) évêque de Metz | Clodulf († 697) évêque de Metz |  |  | Ansegisel († 662) domestique           | Ansegisel († 662) domestique           | Ansegisel († 662) domestique           | Ansegisel († 662) domestique           | Ansegisel († 662) domestique           | Ansegisel († 662) domestique           |  |  |                           |                           |                           |                           | Begga († 693)             | Begga († 693)             | Begga († 693) | Begga († 693) | Begga († 693)                     | Begga († 693)                     |                                   |                                   |                                   |                                   |  |  |                                                 |                                                 |                                                 |                                                 | Grimoald (v.615 † 657) maire du palais          | Grimoald (v.615 † 657) maire du palais          | Grimoald (v.615 † 657) maire du palais | Grimoald (v.615 † 657) maire du palais | Grimoald (v.615 † 657) maire du palais    | Grimoald (v.615 † 657) maire du palais    |                                           |                                           | Gertrude (v.625 † 659) abbesse de Nivelles | Gertrude (v.625 † 659) abbesse de Nivelles | Gertrude (v.625 † 659) abbesse de Nivelles | Gertrude (v.625 † 659) abbesse de Nivelles | Gertrude (v.625 † 659) abbesse de Nivelles | Gertrude (v.625 † 659) abbesse de Nivelles |  |  |  |  |  |  |  |  |  |  |  |  |  |  |  |  |
| Clodulf († 697) évêque de Metz | Clodulf († 697) évêque de Metz | Clodulf († 697) évêque de Metz | Clodulf († 697) évêque de Metz | Clodulf († 697) évêque de Metz | Clodulf († 697) évêque de Metz |  |  | Ansegisel († 662) domestique           | Ansegisel († 662) domestique           | Ansegisel († 662) domestique           | Ansegisel († 662) domestique           | Ansegisel († 662) domestique           | Ansegisel († 662) domestique           |  |  |                           |                           |                           |                           | Begga († 693)             | Begga († 693)             | Begga († 693) | Begga († 693) | Begga († 693)                     | Begga († 693)                     |                                   |                                   |                                   |                                   |  |  |                                                 |                                                 |                                                 |                                                 | Grimoald (v.615 † 657) maire du palais          | Grimoald (v.615 † 657) maire du palais          | Grimoald (v.615 † 657) maire du palais | Grimoald (v.615 † 657) maire du palais | Grimoald (v.615 † 657) maire du palais    | Grimoald (v.615 † 657) maire du palais    |                                           |                                           | Gertrude (v.625 † 659) abbesse de Nivelles | Gertrude (v.625 † 659) abbesse de Nivelles | Gertrude (v.625 † 659) abbesse de Nivelles | Gertrude (v.625 † 659) abbesse de Nivelles | Gertrude (v.625 † 659) abbesse de Nivelles | Gertrude (v.625 † 659) abbesse de Nivelles |  |  |  |  |  |  |  |  |  |  |  |  |  |  |  |  |
|                                |                                |                                |                                |                                |                                |  |  |                                        |                                        |                                        |                                        |                                        |                                        |  |  |                           |                           |                           |                           |                           |                           |               |               |                                   |                                   |                                   |                                   |                                   |                                   |  |  |                                                 |                                                 |                                                 |                                                 |                                                 |                                                 |                                        |                                        |                                           |                                           |                                           |                                           |                                            |                                            |                                            |                                            |                                            |                                            |  |  |  |  |  |  |  |  |  |  |  |  |  |  |  |  |
|                                |                                |                                |                                |                                |                                |  |  |                                        |                                        |                                        |                                        |                                        |                                        |  |  |                           |                           |                           |                           |                           |                           |               |               |                                   |                                   |                                   |                                   |                                   |                                   |  |  |                                                 |                                                 |                                                 |                                                 |                                                 |                                                 |                                        |                                        |                                           |                                           |                                           |                                           |                                            |                                            |                                            |                                            |                                            |                                            |  |  |  |  |  |  |  |  |  |  |  |  |  |  |  |  |
|                                |                                |                                |                                |                                |                                |  |  | Pépin le Jeune († 714) maire du palais | Pépin le Jeune († 714) maire du palais | Pépin le Jeune († 714) maire du palais | Pépin le Jeune († 714) maire du palais | Pépin le Jeune († 714) maire du palais | Pépin le Jeune († 714) maire du palais |  |  | Grimo archevêque de Rouen | Grimo archevêque de Rouen | Grimo archevêque de Rouen | Grimo archevêque de Rouen | Grimo archevêque de Rouen | Grimo archevêque de Rouen |               |               | Doda x Thierry III roi des Francs | Doda x Thierry III roi des Francs | Doda x Thierry III roi des Francs | Doda x Thierry III roi des Francs | Doda x Thierry III roi des Francs | Doda x Thierry III roi des Francs |  |  | Childebert III l'Adopté († 662) roi d'Austrasie | Childebert III l'Adopté († 662) roi d'Austrasie | Childebert III l'Adopté († 662) roi d'Austrasie | Childebert III l'Adopté († 662) roi d'Austrasie | Childebert III l'Adopté († 662) roi d'Austrasie | Childebert III l'Adopté († 662) roi d'Austrasie |                                        |                                        | Vulfetrude († 669) abbesse Nivelles       | Vulfetrude († 669) abbesse Nivelles       | Vulfetrude († 669) abbesse Nivelles       | Vulfetrude († 669) abbesse Nivelles       | Vulfetrude († 669) abbesse Nivelles        | Vulfetrude († 669) abbesse Nivelles        |                                            |                                            |                                            |                                            |  |  |  |  |  |  |  |  |  |  |  |  |  |  |  |  |
|                                |                                |                                |                                |                                |                                |  |  | Pépin le Jeune († 714) maire du palais | Pépin le Jeune († 714) maire du palais | Pépin le Jeune († 714) maire du palais | Pépin le Jeune († 714) maire du palais | Pépin le Jeune († 714) maire du palais | Pépin le Jeune († 714) maire du palais |  |  | Grimo archevêque de Rouen | Grimo archevêque de Rouen | Grimo archevêque de Rouen | Grimo archevêque de Rouen | Grimo archevêque de Rouen | Grimo archevêque de Rouen |               |               | Doda x Thierry III roi des Francs | Doda x Thierry III roi des Francs | Doda x Thierry III roi des Francs | Doda x Thierry III roi des Francs | Doda x Thierry III roi des Francs | Doda x Thierry III roi des Francs |  |  | Childebert III l'Adopté († 662) roi d'Austrasie | Childebert III l'Adopté († 662) roi d'Austrasie | Childebert III l'Adopté († 662) roi d'Austrasie | Childebert III l'Adopté († 662) roi d'Austrasie | Childebert III l'Adopté († 662) roi d'Austrasie | Childebert III l'Adopté († 662) roi d'Austrasie |                                        |                                        | Vulfetrude († 669) abbesse Nivelles       | Vulfetrude († 669) abbesse Nivelles       | Vulfetrude († 669) abbesse Nivelles       | Vulfetrude († 669) abbesse Nivelles       | Vulfetrude († 669) abbesse Nivelles        | Vulfetrude († 669) abbesse Nivelles        |                                            |                                            |                                            |                                            |  |  |  |  |  |  |  |  |  |  |  |  |  |  |  |  |
|                                |                                |                                |                                |                                |                                |  |  |                                        |                                        |                                        |                                        |                                        |                                        |  |  |                           |                           |                           |                           |                           |                           |               |               |                                   |                                   |                                   |                                   |                                   |                                   |  |  |                                                 |                                                 |                                                 |                                                 |                                                 |                                                 |                                        |                                        |                                           |                                           |                                           |                                           |                                            |                                            |                                            |                                            |                                            |                                            |  |  |  |  |  |  |  |  |  |  |  |  |  |  |  |  |
|                                |                                |                                |                                |                                |                                |  |  |                                        |                                        |                                        |                                        |                                        |                                        |  |  |                           |                           |                           |                           |                           |                           |               |               |                                   |                                   |                                   |                                   |                                   |                                   |  |  |                                                 |                                                 |                                                 |                                                 |                                                 |                                                 |                                        |                                        |                                           |                                           |                                           |                                           |                                            |                                            |                                            |                                            |                                            |                                            |  |  |  |  |  |  |  |  |  |  |  |  |  |  |  |  |
|                                |                                |                                |                                |                                |                                |  |  | Charles Martel                         | Charles Martel                         | Charles Martel                         | Charles Martel                         | Charles Martel                         | Charles Martel                         |  |  | Bertrade de Prüm          | Bertrade de Prüm          | Bertrade de Prüm          | Bertrade de Prüm          | Bertrade de Prüm          | Bertrade de Prüm          |               |               | Clotaire IV                       | Clotaire IV                       | Clotaire IV                       | Clotaire IV                       | Clotaire IV                       | Clotaire IV                       |  |  |                                                 |                                                 |                                                 |                                                 |                                                 |                                                 |                                        |                                        |                                           |                                           |                                           |                                           |                                            |                                            |                                            |                                            |                                            |                                            |  |  |  |  |  |  |  |  |  |  |  |  |  |  |  |  |
|                                |                                |                                |                                |                                |                                |  |  | Charles Martel                         | Charles Martel                         | Charles Martel                         | Charles Martel                         | Charles Martel                         | Charles Martel                         |  |  | Bertrade de Prüm          | Bertrade de Prüm          | Bertrade de Prüm          | Bertrade de Prüm          | Bertrade de Prüm          | Bertrade de Prüm          |               |               | Clotaire IV                       | Clotaire IV                       | Clotaire IV                       | Clotaire IV                       | Clotaire IV                       | Clotaire IV                       |  |  |                                                 |                                                 |                                                 |                                                 |                                                 |                                                 |                                        |                                        |                                           |                                           |                                           |                                           |                                            |                                            |                                            |                                            |                                            |                                            |  |  |  |  |  |  |  |  |  |  |  |  |  |  |  |  |
|                                |                                |                                |                                |                                |                                |  |  |                                        |                                        |                                        |                                        |                                        |                                        |  |  | Caribert de Laon          |                           |                           |                           |                           |                           |               |               |                                   |                                   |                                   |                                   |                                   |                                   |  |  |                                                 |                                                 |                                                 |                                                 |                                                 |                                                 |                                        |                                        |                                           |                                           |                                           |                                           |                                            |                                            |                                            |                                            |                                            |                                            |  |  |  |  |  |  |  |  |  |  |  |  |  |  |  |  |
|                                |                                |                                |                                |                                |                                |  |  |                                        |                                        |                                        |                                        |                                        |                                        |  |  |                           |                           |                           |                           |                           |                           |               |               |                                   |                                   |                                   |                                   |                                   |                                   |  |  |                                                 |                                                 |                                                 |                                                 |                                                 |                                                 |                                        |                                        |                                           |                                           |                                           |                                           |                                            |                                            |                                            |                                            |                                            |                                            |  |  |  |  |  |  |  |  |  |  |  |  |  |  |  |  |
|                                |                                |                                |                                |                                |                                |  |  | Pépin le Bref                          | Pépin le Bref                          | Pépin le Bref                          | Pépin le Bref                          | Pépin le Bref                          | Pépin le Bref                          |  |  | Bertrade de Laon          | Bertrade de Laon          | Bertrade de Laon          | Bertrade de Laon          | Bertrade de Laon          | Bertrade de Laon          |               |               |                                   |                                   |                                   |                                   |                                   |                                   |  |  |                                                 |                                                 |                                                 |                                                 |                                                 |                                                 |                                        |                                        |                                           |                                           |                                           |                                           |                                            |                                            |                                            |                                            |                                            |                                            |  |  |  |  |  |  |  |  |  |  |  |  |  |  |  |  |
|                                |                                |                                |                                |                                |                                |  |  | Pépin le Bref                          | Pépin le Bref                          | Pépin le Bref                          | Pépin le Bref                          | Pépin le Bref                          | Pépin le Bref                          |  |  | Bertrade de Laon          | Bertrade de Laon          | Bertrade de Laon          | Bertrade de Laon          | Bertrade de Laon          | Bertrade de Laon          |               |               |                                   |                                   |                                   |                                   |                                   |                                   |  |  |                                                 |                                                 |                                                 |                                                 |                                                 |                                                 |                                        |                                        |                                           |                                           |                                           |                                           |                                            |                                            |                                            |                                            |                                            |                                            |  |  |  |  |  |  |  |  |  |  |  |  |  |  |  |  |
|                                |                                |                                |                                |                                |                                |  |  |                                        |                                        |                                        |                                        |                                        |                                        |  |  |                           |                           |                           |                           |                           |                           |               |               |                                   |                                   |                                   |                                   |                                   |                                   |  |  |                                                 |                                                 |                                                 |                                                 |                                                 |                                                 |                                        |                                        |                                           |                                           |                                           |                                           |                                            |                                            |                                            |                                            |                                            |                                            |  |  |  |  |  |  |  |  |  |  |  |  |  |  |  |  |
|                                |                                |                                |                                |                                |                                |  |  |                                        |                                        |                                        |                                        | Charlemagne                            |                                        |  |  |                           |                           |                           |                           |                           |                           |               |               |                                   |                                   |                                   |                                   |                                   |                                   |  |  |                                                 |                                                 |                                                 |                                                 |                                                 |                                                 |                                        |                                        |                                           |                                           |                                           |                                           |                                            |                                            |                                            |                                            |                                            |                                            |  |  |  |  |  |  |  |  |  |  |  |  |  |  |  |  |